# Dipoena bodjensis
Dipoena bodjensis är en spindelart som först beskrevs av Simon 1885.  Dipoena bodjensis ingår i släktet Dipoena och familjen klotspindlar. Inga underarter finns listade i Catalogue of Life.